# Anelaphus inornatum
Anelaphus inornatum là một loài bọ cánh cứng trong họ Cerambycidae.